# Nationalitet
Nationalitet er det juridiske forhold mellem en person og en suveræn stat. Nationalitet giver staten jurisdiktion over personen og giver personen beskyttelse af staten. Hvad disse rettigheder og pligter er, det varierer fra stat til stat.
Ved international folkeret og international konventioner, er det enhver stats rettighed, at bestemme hvem dens nationaliteter er. Sådanne bestemmelser er en del af nationalitetslov. I nogle tilfælde er bestemmelserne af nationalitet også styret af almen international lov—for eksempel gennem traktater for statsløshed og European Convention on Nationality.
Nationalitet adskiller sig teknisk og juridisk fra statsborgerskab, som er et andet juridisk forhold mellem en person og et land. Navneordet national kan inkludere både statsborgere og ikke-statsborgere. Den mest almindelige forskel er, at statsborgerskab giver rettigheder til at deltage i politik i staten, det kan være gennem stemmeret eller valgbarhed ved politiske valg. Til trods for dette, så har de fleste i de fleste moderne lande både nationalitet og statsborgerskab i deres stat, og fulde statsborgere er altid nationaliteter i deres stat.
På engelsk, dansk og nogle andre sprog benyttes ordet nationalitet nogle gange til at referere til et folkeslag (en gruppe af folk der deler en fælles etnisk identitet, sprog, kultur, afstamning, historie, osv.). Denne betydning af nationalitet defineres ikke af politiske grænser eller pas ejerskab og inkluderer nationer, som ikke har en uafhængig stat (såsom skotter, walisere, englændere, baskere, kurdere, kabyler, tamiler, hmong, inuitter, maorier og sikher).
Individer kan også betragtes som nationaliteter af grupper med autonomi, som har afgivet noget magt til et større styre.